# 马来西亚广播电视台
马来西亚广播电视台（简称RTM），正式名称为马来西亚广播局，是马来西亚通讯及多媒体部辖下的国营广播机构，总部位于吉隆坡，现时拥有33个广播频率和6个电视频道，口号为「RTM，你的忠心朋友」（RTM Teman Setia Anda）。

## 历史
马来西亚广播电视台的前身是“马来亚广播电台”，总部位于新加坡，在1946年4月1日开始播放电台节目。1957年8月31日马来亚独立后，马来亚广播电台在1959年1月1日把总部迁往吉隆坡，原有的新加坡播音室则由新加坡广播电台接管。1963年马来亚、新加坡、沙巴、砂拉越合组马来西亚后，马来亚广播电台改称为“马来西亚广播电台”。
马来西亚于1963年12月28日引入电视广播，适逢圣诞、元旦假期，马来西亚电视台首次转播了雪兰莪州巴生谷的圣诞，新年庆祝活动。在1963年2月启播的新加坡电视台曾于1964年1月成为马来西亚电视台的分台，但在1965年新加坡独立后分拆，改为新加坡广播电视台。

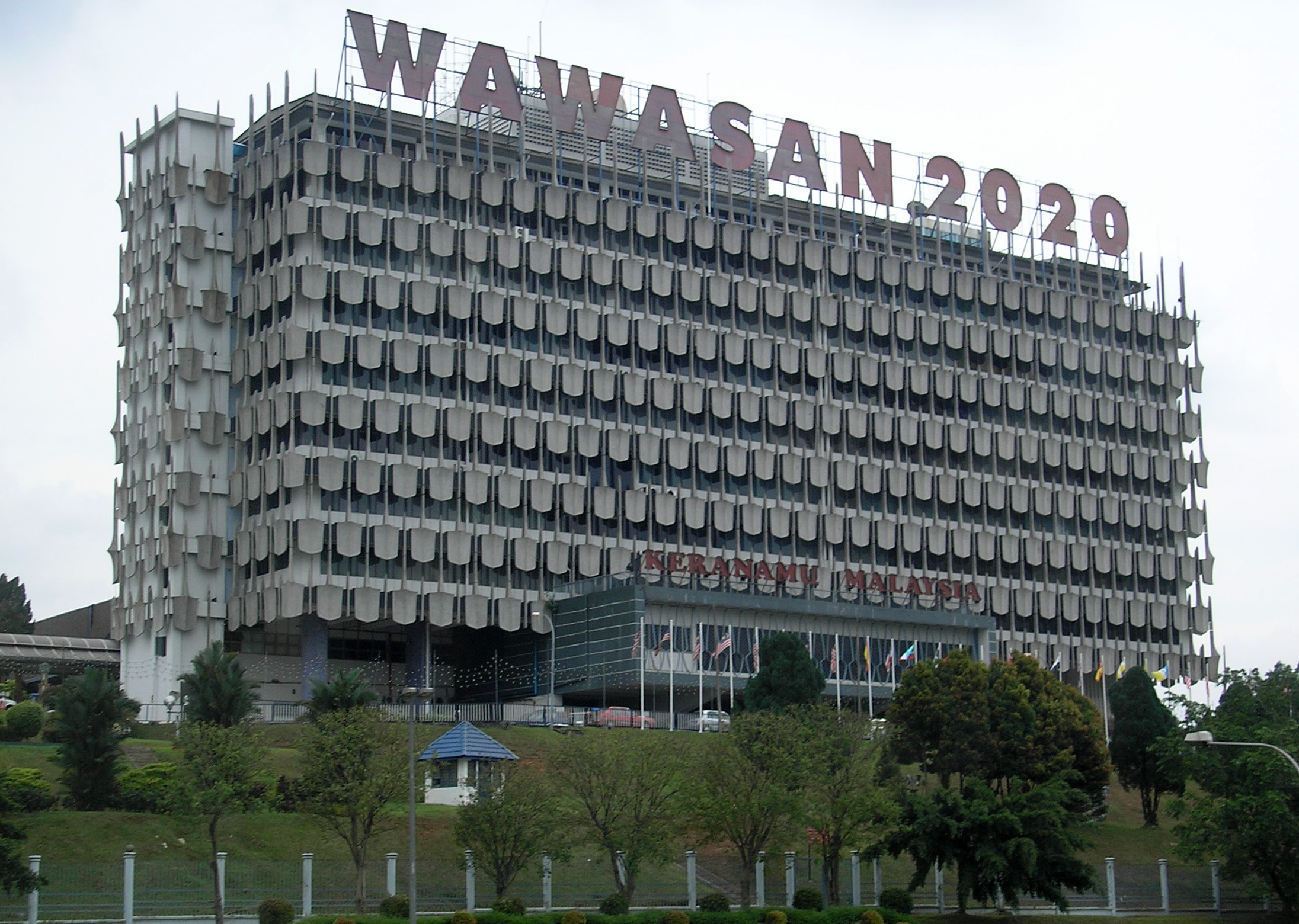
吉隆坡广播大厦是马来西亚广播电视的总部。

1968年，马来西亚电台和马来西亚电视台的总部迁往吉隆坡广播大厦。次年（1969年）马来西亚电台和马来西亚电视台合并，改称马来西亚广播电视台，同年第二频道启播，原「马来西亚电视台」頻道易名為第一频道。 
后来“马来西亚电台”于1971年1月1日改称“全国频道”，成为马国第一条全日广播的电台。在1972年，马来西亚电视又与当地教育部联手设立教育电视。
1978年12月28日，RTM开始播放彩色电视节目，同时第一頻道改称tv1。1979年5月7日，第二頻道改称tv2。當時只有西马来西亚地区的民众可以收看彩色电视。同年该台更换台标，两个电视頻道也有它们的口号。
1980年8月31日，沙巴和砂拉越开始播放彩色电视，并转播在吉隆坡独立广场进行的国庆日巡游。
1980年代以来，马来西亚广播电视台制作节目的能力逐渐提升，TV1和TV2也在1987年拥有自己的台标。电视台口号「您的忠心朋友」（Teman Setia Anda）于1987年启用，后来曾改为“RTM不断向前”（RTM Tetap Unggul），至2021年恢复为「您的忠心朋友」。

### 引入数码电视
马来西亚新闻部在2005年宣布将在马来西亚引入数码电视服务。2006年9月1日-12月31日期间，巴生谷流域地区的1,000户家庭先行测试了数码信号。当时出任马来西亚新闻部副部长的谢宽泰表示，这次试验得到了“很正面”的回馈，例如超过6成参与试验的民众满意数码电视讯号的素质，逾百分之88的民众表示电视影像的素质得到改善，同时有7成民众表示声音素质有改善。
马来西亚广播电视将设立三个数码频道——RTMi、Muzik Aktif和Arena，另外两条原有频道也会在数码信号同步播出。按照重组计划，马来西亚广播电视还计划准许州属和联邦直辖区设立自家的电视频道，播放本地制作的节目。前任马来西亚新闻部部长拿督阿末沙比里表示，该台计划于2012年向全马来西亚推出数码地面电视服务。
2011年3月，马来西亚广播电视宣布未来采用的数码电视制式可能转为DVB-T2。马来西亚新闻、通讯与文化部部长萊士雅丁在2011年3月31日表示，马来西亚的电视将於2015年终止类比电视广播，到时马来西亚的电视台只会提供数码电视信号的节目，为观众带来素质更好的广播；而专为东马来西亚国民而设的TVi（即原RTMi，现为TV Okey）则于同年4月10日在Astro第180频道启播，主要播放沙巴和砂拉越的新闻 。
2017年4月1日至2017年4月7日，马来西亚广播电视台庆祝70周年台庆，并推出TV5，至7天后永久停播。2017年4月8日，TVi复播。
马来西亚全境已于2019年10月31日全面终止类比电视信号。
2020年1月1日起，RTM各節新聞改版，並同時更換各節新聞的片頭動畫、新聞鏡面、片頭音樂（僅更換於TV2播出的新聞）、虛擬攝影棚；下午5點播出的《N5》更名為《Berita Wilayah》（地区新闻），《Nasional 8》（8时国家新闻）更名為《Berita Perdana》（主要新闻），原於《N5》內播出的《沙巴新聞》、《砂拉越新聞》改為07:30（沙巴）、07:45（砂拉越）播出。
2020年6月25日19點45分，RTM新闻频道開播，并同步启用全新的实景新闻录影厂。
2021年3月1日，TV6開始試播，頻道內容以RTM播放過的經典電影、綜藝節目、經典劇集為主。
2021年4月1日10点45分，RTM体育频道开播。同日，本台更换新版台标，并沿用至今。
在2023年4月成立77周年之际，RTM实施了两项主要计划，即2021-2025年战略计划和2021-2023年转型计划，涉及四大支柱。
2024年8月1日，播放亚细安相关自制节目的RTM Asean正式开播（Berita RTM亦播出该频道部分节目）。

## 电台频道
马来西亚广播电视共设有6条在马来西亚全国播出的电台频率，分别为马来语频道Radio Klasik FM、Nasional FM，英语频道TraXX FM、华语频道爱FM、淡米尔语频道Minnal FM、以及土著语言频道Asyik FM。
马来西亚13个州、首都吉隆坡和纳闽均设有自己的电台。另外马来西亚部分城镇和离岛设有地区性的电台频道。

## 电视频道
马来西亚广播电视台擁有六個地面電視頻道和一個網上電視頻道。地面電視頻道包括TV1（马来语頻道，播放新闻、体育、劇集、访谈类节目和记录片）、TV2（少数族裔頻道，播放华语、英语、淡米尔語節目，節目內容包括新闻、兒童節目、娱乐、剧集和电影）、TV Okey（服务对象为沙巴、砂拉越居民，面向全國播出）、RTM新闻频道、RTM体育频道和TV6（經典節目頻道，播放60年代至2010年代的馬來語電影、戲劇和娛樂節目）。上述频道均採用數碼制式，在MYTV播放。TV1（高清）、TV2（高清）和 TV6（高清）也在Astro和Unifi TV播出，TV Okey（高清）則同時在Astro播出。網上電視頻道為RTM国会频道，在Unifi TV及其自設的MyKlik（現名：RTM Klik）网站播放。1News頻道（已停播）原為網上電視頻道，在2020年1月1日開始轉為VOD制式播放。
根据尼尔森控股在2020年全年进行的调查，TV1和TV2的总收视率为7%，低于私人机构（首要媒体集团和Astro）拥有的电视频道。

## 标志
马来西亚电视台第一代台标为圆形，上有红色火焰图案，六串火苗指向右方。火焰的底部是另一个圆形，上为黄色14角星。1969年TV2开播后，第二代双梯形台标启用，梯形为黄色，互相交错，代表TV1和TV2，中为蓝色“RTM”字样。第三代台标在1978年启用，为眼形，外为金、棕色方格，内为浅蓝色“巩膜”和深蓝色“瞳孔”，中为白色“RTM”字样。第四代台标在1987年启用，为圆边正方形，底图为银色地球图案，中为深蓝色横带，上方写有金色“RTM”字样。第五代台标在2004年启用，为蓝色“RTM”字样，周围是橙色球和轨道。第六代台标在2021年启用，仍为蓝色“RTM”字样，但橙色球的轨道改从“R”字延伸出去，环绕整个台标。

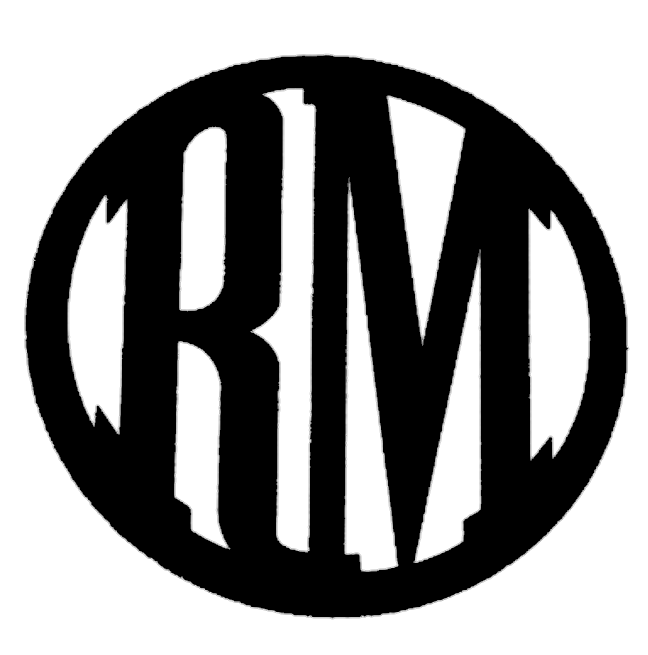
马来亚广播电台／马来西亚广播电台标志（1946－1969）
马来西亚电视台标志（1963－1969）
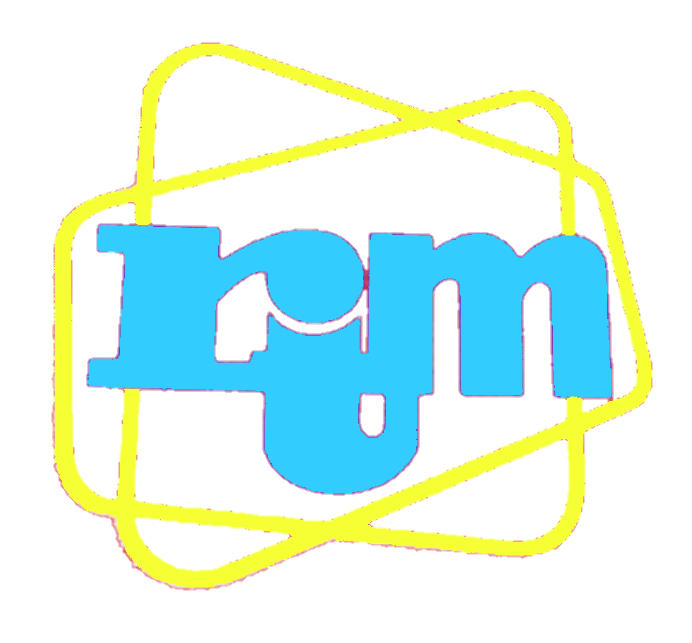
第二代标志 (1969－1978）
第三代标志（1978－1987）
第四代标志 (1987－2004）
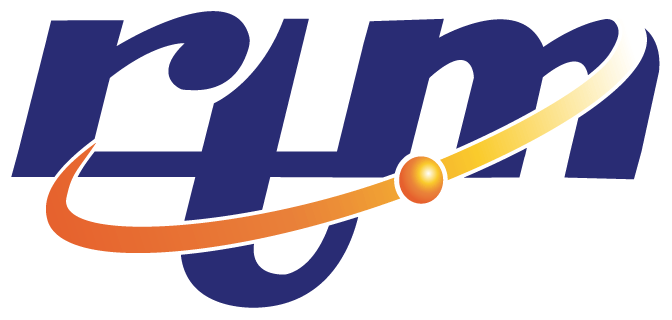
第五代标志 (2004－2021）
第六代标志（2021－至今）